# Campionati del mondo di ciclismo su pista 2020 - Inseguimento a squadre maschile
La gara di inseguimento a squadre maschile ai Campionati del mondo di ciclismo su pista 2020 si è svolta il 26 e il 27 febbraio 2020.

## Podio
| Pos.    | Nazione       | Atleti                                                                 |
| ------- | ------------- | ---------------------------------------------------------------------- |
| Oro     | Danimarca     | Lasse Norman Hansen Julius Johansen Frederik Rodenberg Rasmus Pedersen |
| Argento | Nuova Zelanda | Campbell Stewart Corbin Strong Aaron Gate Jordan Kerby                 |
| Bronzo  | Italia        | Simone Consonni Filippo Ganna Francesco Lamon Jonathan Milan           |

## Risultati

### Qualificazioni
I migliori otto tempi si qualificano per il primo turno, di cui i primi 4 rimangono il lizza per l'oro, mentre gli altri 4 per il bronzo.
| Posizione | Nazione       | Atleti                                                                 | Tempo    | Gap     | Note  |
| --------- | ------------- | ---------------------------------------------------------------------- | -------- | ------- | ----- |
| 1         | Danimarca     | Lasse Norman Hansen Julius Johansen Frederik Rodenberg Rasmus Pedersen | 3:46.579 |         | Q, WR |
| 2         | Nuova Zelanda | Campbell Stewart Aaron Gate Regan Gough Jordan Kerby                   | 3:48.742 | +2.163  | Q     |
| 3         | Francia       | Benjamin Thomas Thomas Denis Corentin Ermenault Valentin Tabellion     | 3:49.558 | +2.979  | Q     |
| 4         | Italia        | Michele Scartezzini Simone Consonni Filippo Ganna Francesco Lamon      | 3:49.995 | +3.416  | Q     |
| 5         | Australia     | Leigh Howard Luke Plapp Alexander Porter Sam Welsford                  | 3:50.015 | +3.436  | q     |
| 6         | Germania      | Felix Groß Theo Reinhardt Nils Schomber Domenic Weinstein              | 3:50.304 | +3.725  | q     |
| 7         | Gran Bretagna | Ed Clancy Ethan Hayter Charlie Tanfield Oliver Wood                    | 3:50.341 | +3.762  | q     |
| 8         | Svizzera      | Cyrille Thièry Stefan Bissegger Robin Froidevaux Claudio Imhof         | 3:52.888 | +6.309  | q     |
| 9         | Giappone      | Ryo Chikatani Shunsuke Imamura Kazushige Kuboki Keitaro Sawada         | 3:52.956 | +6.377  |       |
| 10        | Russia        | Nikita Bersenev Lev Gonov Ivan Smirnov Kirill Sveshnikov               | 3:53.523 | +6.944  |       |
| 11        | Canada        | Derek Gee Michael Foley Adam Jamieson Jay Lamoureux                    | 3:54.469 | +7.890  |       |
| 12        | Bielorussia   | Raman Tsishkou Yauheni Akhramenka Yauheni Karaliok Hardzei Tsishchanka | 4:00.955 | +14.376 |       |
| 13        | Ucraina       | Volodymyr Dzhus Vitaliy Hryniv Roman Gladysh Maksym Vasyliev           | 4:04.735 | +18.156 |       |

### Primo turno
I vincitori della terza e della quarta batteria si qualificano alla finale per l'oro, i migliori due tempi non qualificati per la finale per l'oro in tutte le altre batterie si qualificheranno alla finale per il bronzo.
| Posizione | Batteria | Nazione       | Atleti                                                                 | Tempo    | Gap    | Note  |
| --------- | -------- | ------------- | ---------------------------------------------------------------------- | -------- | ------ | ----- |
| 1         | 1        | Gran Bretagna | Ed Clancy Ethan Hayter Charlie Tanfield Oliver Wood                    | 3:51.561 |        |       |
| 2         | 1        | Germania      | Felix Groß Theo Reinhardt Leon Rohde Domenic Weinstein                 | 3:53.577 | +2.016 |       |
| 1         | 2        | Australia     | Luke Plapp Alexander Porter Cameron Scott Sam Welsford                 | 3:48.625 |        | q     |
| 2         | 2        | Svizzera      | Stefan Bissegger Robin Froidevaux Claudio Imhof Lukas Rüegg            | 3:51.665 | +3.040 |       |
| 1         | 3        | Nuova Zelanda | Campbell Stewart Aaron Gate Regan Gough Jordan Kerby                   | 3:47.501 |        | Q     |
| 2         | 3        | Francia       | Benjamin Thomas Thomas Denis Corentin Ermenault Valentin Tabellion     | 3:54.124 | +6.623 |       |
| 1         | 4        | Danimarca     | Lasse Norman Hansen Julius Johansen Frederik Rodenberg Rasmus Pedersen | 3:46.203 |        | Q, WR |
| 2         | 4        | Italia        | Simone Consonni Filippo Ganna Francesco Lamon Jonathan Milan           | 3:46.513 | +0.310 | q     |

### Finali
| Posizione            | Nazione       | Atleti                                                                 | Tempo    | Gap    | Note |
| -------------------- | ------------- | ---------------------------------------------------------------------- | -------- | ------ | ---- |
| Finale per l'oro     |               |                                                                        |          |        |      |
| 1                    | Danimarca     | Lasse Norman Hansen Julius Johansen Frederik Rodenberg Rasmus Pedersen | 3:44.672 |        |      |
| 2                    | Nuova Zelanda | Campbell Stewart Corbin Strong Aaron Gate Jordan Kerby                 | 3:49.713 | +5.041 |      |
| Finale per il bronzo |               |                                                                        |          |        |      |
| 3                    | Italia        | Simone Consonni Filippo Ganna Francesco Lamon Jonathan Milan           | 3:47.511 |        |      |
| 4                    | Australia     | Leigh Howard Luke Plapp Alexander Porter Sam Welsford                  | OVL      |        |      |

OVL = Raggiunti